# گچ ترش (رشته کوه)
گچ ترش از ناحیه ماهور در شهرستان کازرون استان فارس شروع شده و از شمال شرقی برازجان و شمال غربی ناحیه اهرم و خورموج می‌گذرد و در شمال دهستان درگاه، به وسیله رودخانه مُند قطع می‌شود سپس در ساحل جنوبی رودخانه مجدداً ادامه پیدا کرده و از مرودشت عبور می‌کند و به تدریج به ارتفاعات لیتو در شمال خُنج از توابع شهرستان لار استان فارس منتهی می‌شود.

رشته کوه «گچ ترش» و «نوکند» در سراسر طول استان بوشهر به موازات هم امتداد یافته‌اند و در حقیقت دنباله «رشته کوه‌های زاگرس» هستند.
رشته کوه‌های پیر و فرسوده وسط استان که از دلوار تا شهر دیر ادامه دارد. این رشته کوه‌ها تقریباً مناطق ساحلی و مرکزی استان را از هم جدا می‌کند